# Fraisans
Fraisans település Franciaországban, Jura megyében. Lakosainak száma 1170 fő (2022. január 1.). Fraisans Dampierre, Chissey-sur-Loue, Courtefontaine, Évans, Plumont, Ranchot, Rans és Salans községekkel határos.

## Népesség
A település népességének változása:
| Lakosok száma | 1026 | 1108 | 1089 | 1222 | 1241 | 1237 | 1215 | 1192 | 1192 | 1170 |
|               | 1968 | 1982 | 1990 | 2006 | 2013 | 2015 | 2017 | 2019 | 2020 | 2022 |